# زولوتوريتشينسك (سيتا)
زولوتوريتشينسك (بالروسية: Золотореченск) هي مدينة في مقاطعة زابايكالسكي كراي في روسيا.
يبلغ عدد سكانها حوالي 1708   نسمة.